# استفان کومپر
استفان کومپر (انگلیسی: Stephen Quemper؛ زادهٔ ۱۲ مهٔ ۱۹۹۳) بازیکن فوتبال اهل فرانسه است که در پست مدافع بازی می‌کند.
وی سابقه بازی برای باشگاه فوتبال گنگام را در کارنامه دارد.